# Filialkirche Pettendorf

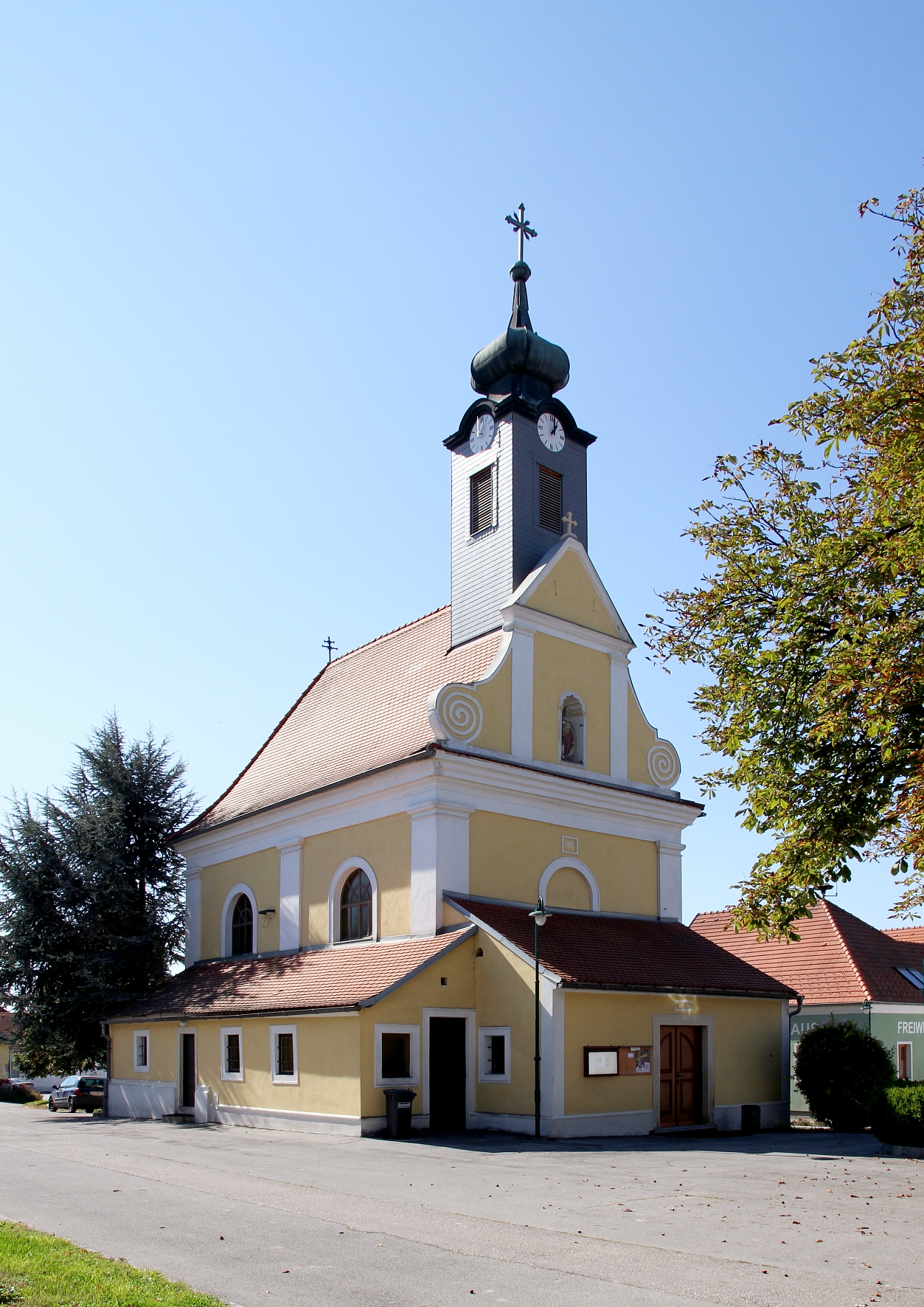
Katholische Filialkirche hl. Barbara in Pettendorf

Die Filialkirche Pettendorf steht im Straßenplatz des Ortes Pettendorf in der Marktgemeinde Hausleiten im Bezirk Korneuburg in Niederösterreich. Die dem Patrozinium hl. Barbara unterstellte römisch-katholische Filialkirche gehört zum Dekanat Stockerau im Vikariat Unter dem Manhartsberg der Erzdiözese Wien. Die Kirche steht unter Denkmalschutz (Listeneintrag).

## Geschichte
Die hochbarocke Saalkirche wurde 1693 erbaut. Nach einem Brand 1762 wurde die Kirche erneuert. 1976 war eine Restaurierung.

## Architektur
Das Kirchenäußere zeigt einen hoch proportionierten Bau mit einer eingezogenen Halbkreisapsis, die Fassade mit einer Pilastergliederung und einem umlaufenden Gesims hat hoch situierte Rundbogenfenster, das Satteldach trägt einen Dachreiter mit einem Zwiebelhelm nach 1762, die Hauptfront hat eine Dreieckspitze mit einem Volutengiebel. Die Vorhalle steht unter einem Pultdach und nennt 1673. Das Langhaus hat seitlich moderne Anbauten.
Das Kircheninnere zeigt einen Saalraum mit einem umlaufenden kräftigen Gebälk auf breiten Pilastern, die Flachdecke wurde nach 1762 mit Stuckornamenten erneuert. Der Triumphbogen ist eingezogen. Die Apsis ist pilastergegliedert, die Konche zeigt eine erneuertes Bild hl. Michael in einem Stuckrahmen. Die seitlichen Anbauten sind kreuzgratgewölbt, links als Sakristei, rechts als ehemaliger Portalvorbau.

## Ausstattung
Der Hochaltar und die Seitenaltäre aus der Bauzeit sind Säulenädikulen mit Sprenggiebeln und gleichartigem Aufsätzen und wurden 1850/1860 renoviert. Der Hochaltar zeigt das Hochaltarbild Mariahilf und Pestheilige und im Oberbild die Heilige Barbara.
Die Orgel mit 6 Registern baute Ferdinand Molzer 1936.